# Rhynchocyon cirnei
Rhynchocyon cirnei é uma espécie de musaranho-elefante da família Macroscelididae. Pode ser encontrado em Moçambique, Maláui, Zâmbia, Tanzânia, República Democrática do Congo e Uganda.